# Casamento entre pessoas do mesmo sexo na Noruega
O casamento entre pessoas do mesmo sexo na Noruega é legal desde 1 de janeiro de 2009, quando um projeto de lei de casamento de gênero neutro foi promulgado depois de ser aprovado pelo Legislativo da Noruega em junho de 2008. A Noruega se tornou o primeiro país escandinavo e o sexto no mundo a legalizar o casamento homossexual.

## História

### Parceria registrada
A Noruega permitiu que pessoas do mesmo sexo pudessem registrar suas parcerias desde 30 de abril de 1993, através do ato que entrou em vigor em 1 de agosto de 1993. O país se tornou o segundo a fazê-lo, depois da Dinamarca, que implementou uma lei de parceria registrada em 1989.
Parcerias registadas concediam praticamente todas as proteções, responsabilidades e benefícios do casamento, incluindo o regime de ruptura da relação.
A lei estabelece que os artigos na Lei de Adoção relativos aos casais não se aplica aos parceiros cadastrados. Decorre também da Lei de Biotecnologia que a inseminação artificial só pode ser dada a um casal ou coabitantes de sexos opostos. Em 2002, no entanto, os parceiros registados foram autorizados a adotar crianças do seu parceiro.
Em 2002, a Reuters informou que cerca de 150 casais se inscreviam em suas parcerias a cada ano. Uma das pessoas mais notáveis a registrar um relacionamento foi o ex-ministro das Finanças, Per-Kristian Foss. Os casais que inscreveram seus relacionamentos podem manter a sua posição como parceiros registrados ou "upgrade" para um casamento, uma vez que a nova lei se tornar efetiva. No entanto, podem ser criados sem novas parcerias registradas.